# Ciclosilicato

## Estructura molecular
Los ciclosilicatos corresponden a la unión de tres o más tetraedros de [SiO4]4− por sus vértices, formando un anillo cerrado, simple o doble, el cual puede tener enlaces iónicos con un metales como por ejemplo sodio, calcio, hierro, aluminio, potasio, magnesio, etc.

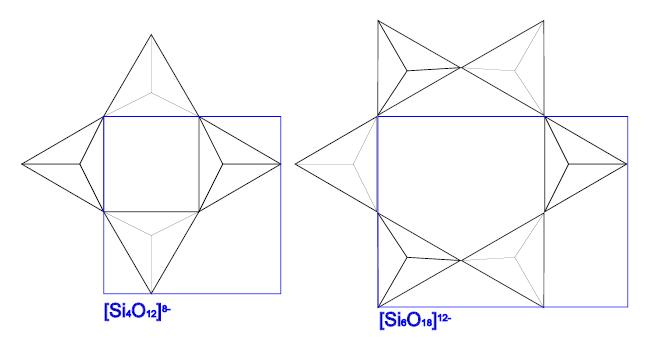
Modelo poliédrico de ciclosilicatos con 4 y con 6 eslabones en el anillo.
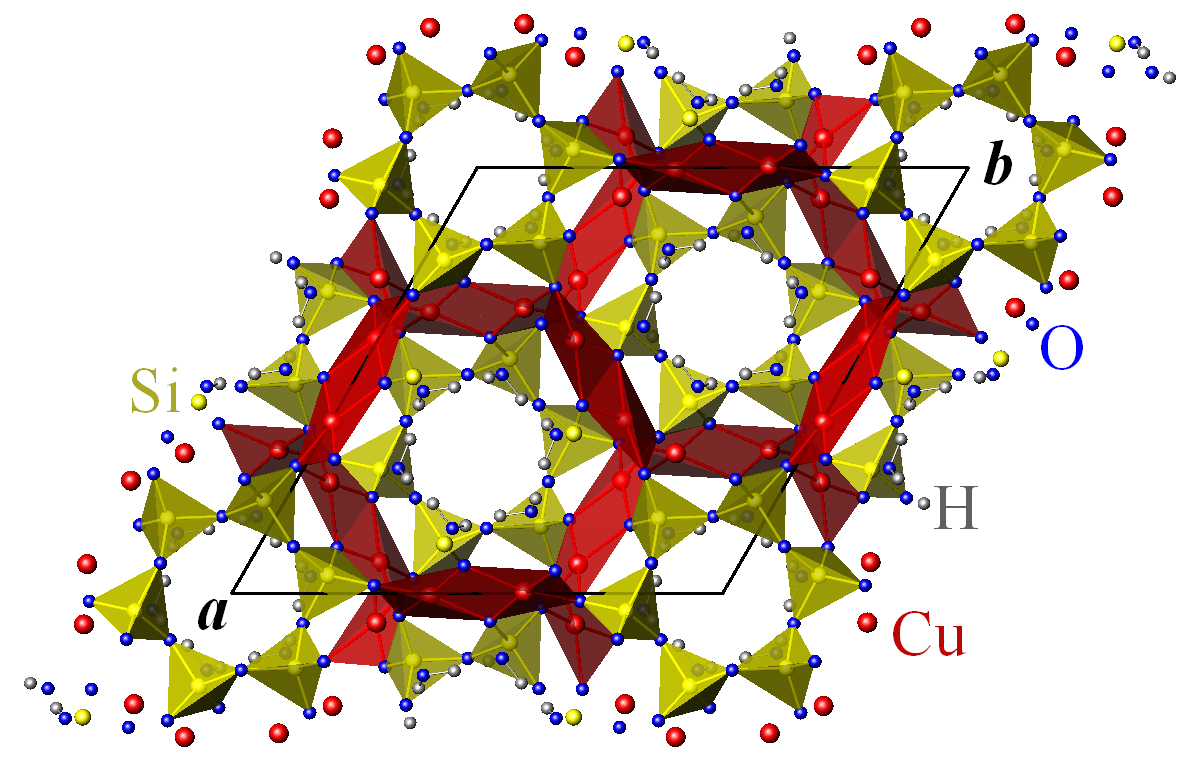
Estructura molecular de la dioptasa.
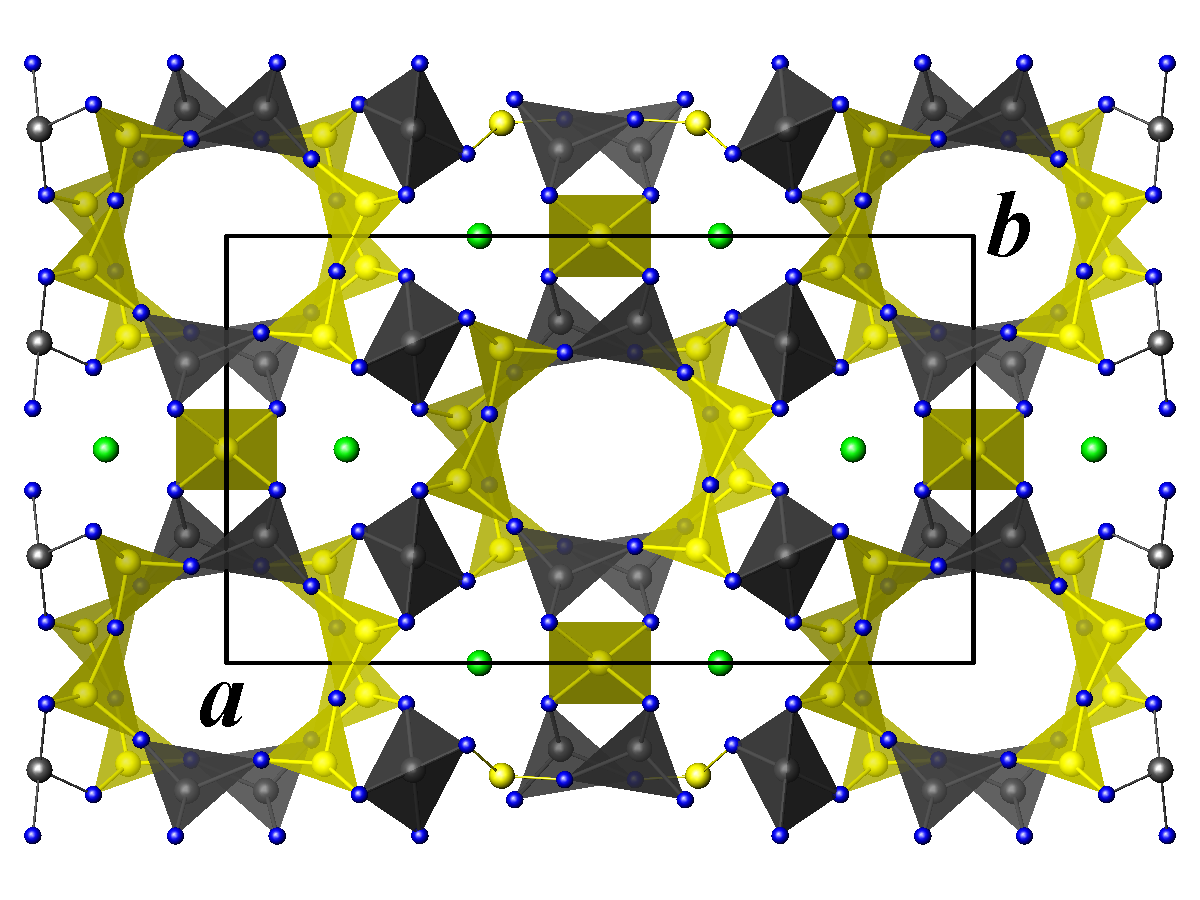
Estructura de la cordierita.

Los anillos de 3, 4, 6 o más tetraedros de SiO4 permanecen unidos entre sí con enlaces iónicos por medio de cationes intersticiales cuyos tamaños relativos y cargas determinan las estructuras de los compuestos de dichos anillos.

## Minerales
| Mineral         | Fórmula                                                   |
| --------------- | --------------------------------------------------------- |
| Anillo sencillo | 3 miembros                                                |
| Benitoíta       | BaTi(Si3O9)                                               |
| Anillo sencillo | 4 miembros                                                |
| Papagoíta       | CaCuAlSi2O6(OH)3                                          |
| Anillo sencillo | 6 miembros                                                |
| Berilo          | Be3Al2(Si6O18)                                            |
| Bazzita         | Be3Sc2(Si6O18)                                            |
| Sugilita        | KNa2(Fe,Mn,Al)2Li3Si12O30                                 |
| Turmalina       | (Na,Ca)(Al,Li,Mg)3–(Al,Fe,Mn)6(Si6O18)(BO3)3(OH)4         |
| Pezzottaíta     | Cs(Be2Li)Al2Si6O18                                        |
| Osumilita       | (K,Na)(Fe,Mg)2(Al,Fe)3(Si,Al)12O30                        |
| Cordierita      | (Mg,Fe)2Al4Si5O18                                         |
| Sekaninaíta     | (Fe+2,Mg)2Al4Si5O18                                       |
| Anillo sencillo | 9 miembros                                                |
| Eudialita       | Na15Ca6(Fe,Mn)3Zr3SiO(O,OH,H2O)3(Si3O9)2(Si9O27)2(OH,Cl)2 |
| Anillo doble    | 6 miembros                                                |
| Milarita        | K2Ca4Al2Be4(Si24O60)H2O                                   |

## Clasificación de Strunz
Según la 10.ª edición de la clasificación de Strunz, los silicatos se encuadran en la "clase 09" y los ciclosilicatos constituyen dentro de ella la "división 09.C", con las siguientes 16 familias:
- 9.CA - [Si3O9]6- Anillos simples de 3 eslabones, sin aniones complejos aislados
- 9.CB - [Si3O9]6- Anillos simples de 4 eslabones, con aniones complejos aislados
- 9.CC - [Si3O9]6- Anillos simples de 3 eslabones ramificados
- 9.CD - [Si3O9]6- Anillos dobles de 3 eslabones
- 9.CE - [Si4O12]8- Anillos simples de 4 eslabones, sin aniones complejos aislados
- 9.CF - [Si4O12]8- Anillos simples de 4 eslabones, con aniones complejos aislados
- 9.CG - [Si4O12]8- Anillos simples de 4 eslabones ramificados
- 9.CH - [Si4O12]8- Anillos dobles de 4 eslabones
- 9.CJ - [Si6O18]12- Anillos simples de 6 eslabones, sin aniones complejos aislados
- 9.CK - [Si6O18]12- Anillos simples de 6 eslabones, con aniones complejos aislados
- 9.CL - [Si6O18]12- Anillos simples de 6 eslabones ramificados
- 9.CM - [Si6O18]12- Anillos dobles de 6 eslabones
- 9.CN - [Si8O24]16- Anillos de 8 eslabones
- 9.CO - [Si9O27]18- Anillos de 9 eslabones
- 9.CP - Anillos de 12 o más eslabones
- 9.CX - Desconocidos